# Oliver Sassella
Oliver Sassella (* 5. Mai 2006) ist ein schweizerischer Basketballspieler.

## Laufbahn
Der Sohn des früheren Nationalspielers Marco Sassella begann seine Vereinslaufbahn beim Basket Club 79 Arbedo. Später spielte er im Nachwuchs von Fribourg Olympic und bei Star Gordola, ehe er zu Arbedo zurückkehrte.
2022 ging Sassella an das Schweizerische Nationale Basketballzentrum. 2024 wurde er mit seinem Wechsel zu den Lugano Tigers der zweite Spieler dieser Nachwuchsfördereinrichtung, der einen Vertrag in der höchsten Liga der Schweiz unterschrieb.